# Ярославська волость (Козелецький повіт)
Ярославська волость — історична адміністративно-територіальна одиниця Козелецького повіту Чернігівської губернії з центром у селі Ярославка.
Станом на 1885 рік складалася з 9 поселень, 19 сільських громад. Населення — 8259 осіб (4133 чоловічої статі та 4126 — жіночої), 1610 дворових господарства.
|                     | Площа, десятин | У тому числі орної, дес. |
| ------------------- | -------------- | ------------------------ |
| Сільських громад    | 9714           | 6832                     |
| Приватної власності | 14387          | 7917                     |
| Іншої власності     | —              | —                        |
| Загалом             | 24101          | 14749                    |

Основні поселення волості:
- Ярославка — колишнє державне та власницьке містечко при річці Смердинка за 35 верст від повітового міста, 2989 осіб, 561 двір, православна церква, школа, 3 постоялий будинки, лавка. За 4 й 18 верст — винокурні заводи.
- Заворичі — колишнє державне та власницьке село при річках Трубайло та Гнедин, 1142 особи, 219 дворів, православна церква, єврейський молитовний будинок, 3 постоялий будинки, лавка, винокурний завод.
- Кулажинці — колишнє державне та власницьке село при річці Трубайло, 449 осіб, 91 двір, православна церква, лавка.
- Мокрець — колишнє державне та власницьке село при річках Мокрець і Трубайло, 636 осіб, 142 двори.
- Стара Басань — колишнє державне та власницьке село при річці Сага, 2353 особи, 463 двори, православна церква, школа, 4 постоялий будинки, 2 лавки, 2 щорічних ярмарки.

1899 року у волості налічувалось 16 сільських громад, населення зросло до 12394 осіб (6177 чоловічої статі та 6217 — жіночої).